# The Golden Chance
The Golden Chance és una pel·lícula muda de la Jesse L. Lasky Feature Play Company dirigida per Cecil B. DeMille i protagonitzada per Wallace Reid i Cleo Ridgely. La pel·lícula, basada en un guió de Jeanie Macpherson, es va estrenar el 13 de gener de 1916.

## Argument
Mary és una noia bonica casada amb Steve, un alcohòlic que abusa d’ella. La seva situació econòmica la porta a cercar feina i la troba treballant com a modista de la família amb els Hillary. La senyora Hillary queda impressionada per la bellesa de Mary i endevina que tot i la seva condició humil és una noia refinada. El senyor Hillary vol fer negocis amb el jove milionari Roger Manning i per això el convida a sopar prometent-li que coneixerà una guapa soltera. A última hora, la noia convidada es posa malalta i no pot venir. Aleshores la senyora Hillary demana a Mary que es vesteixi amb un bonic vestit seu i que comparteixi taula amb ells fent-se passar per la convidada. Mary i Roger Manning s’enamoren.
En tornar a casa el marit s'assabenta del que ha passat i es produeix una discussió. L'endemà, la senyora Hillary es presenta a casa de Mary per demanar-li que passi amb ells el cap de setmana ja que acolliran a Manning. Ella accepta i aquella nit el marit de Mary entra a la casa amb la intenció de robar les joies de la senyora. Mary el descobreix però deixa que s’escapi. A l'escala es troba amb Manning i es truca a la policia però Mary demana als Hillary que el deixin marxar abans que el jove descobreixi que Steve és el seu marit. Al final però, la noia acaba confessant a Roger la veritat. L'endema, Steve, assabentat de la situació, decideix extorsionar Manning. Obliga la seva nota a signar una nota i quan Roger es presenta, intenta treure-li diners amb l’ajuda d’un altre brivall. Es produeix una baralla entre tots dos i en el moment en què Roger sembla que serà abatut arriba la policia avisada pel xofer de Roger. Es produeix un tiroteig i en voler escapar, la policia dispara Steve i el mata, deixant d’aquesta manera Mary lliure de compromís.

## Repartiment
- Cleo Ridgely (Mary Denby)
- Wallace Reid (Roger Manning)
- Horace B. Carpenter (Steve Denby)
- Ernest Joy (Mr. Hillary)
- Edythe Chapman (Mrs. Hillary)
- Raymond Hatton (Jimmy The Rat)
- Lucien Littlefield (criat de Roger Manning)

## Producció
Per tal de complir el calendari d’estrenes acordat en el seu contracte amb Jesse L. Lasky, DeMille va rodar aquesta pel·lícula a la vegada que rodava “The Cheat” (1915), aquesta última durant el dia i “The Golden Chance” durant la nit. Inicialment, l’actriu protagonista era Edna Goodrich però degut als problemes d’aquesta amb l’alcohol, a mig rodatge DeMille la va acomiadar i la va substituir per Cleo Ridgely amb qui va tornar a rodar les escenes. En total va tenir un cost de 18710,81 dòlars i va obtenir uns beneficis de 83504,03 dòlars. DeMille en va dirigir posteriorment una nova versió titulada “Forbidden Fruit” (1921).